# Лоніця
Лоніця (хорв. Lonjica) — населений пункт у Хорватії, у Загребській жупанії у складі міста Врбовець.

## Населення
Населення за даними перепису 2011 року становило 1 020 осіб.
Динаміка чисельності населення поселення:

## Клімат
Середня річна температура становить 10,70 °C, середня максимальна – 25,52 °C, а середня мінімальна – -6,46 °C. Середня річна кількість опадів – 837 мм.
| Клімат поселення                              | Клімат поселення | Клімат поселення | Клімат поселення | Клімат поселення | Клімат поселення | Клімат поселення | Клімат поселення | Клімат поселення | Клімат поселення | Клімат поселення | Клімат поселення | Клімат поселення | Клімат поселення |
| Показник                                      | Січ.             | Лют.             | Бер.             | Квіт.            | Трав.            | Черв.            | Лип.             | Серп.            | Вер.             | Жовт.            | Лист.            | Груд.            |                  |
| Середній максимум, °C                         | 6,18             | 8,36             | 12,93            | 17,19            | 22,34            | 25,52            | 24,88            | 24,12            | 20,03            | 14,75            | 9,07             | 5,06             |                  |
| Середня температура, °C                       | −0,14            | 2,01             | 6,60             | 10,88            | 16,02            | 19,21            | 20,87            | 20,10            | 16,00            | 10,72            | 5,07             | 1,04             |                  |
| Середній мінімум, °C                          | −6,46            | −4,28            | 0,29             | 4,56             | 9,69             | 12,88            | 16,86            | 16,09            | 12,01            | 6,72             | 1,05             | −2,98            |                  |
| Норма опадів, мм                              | 47               | 45               | 54               | 65               | 74               | 91               | 77               | 82               | 79               | 79               | 83               | 61               |                  |
| Середньомісячна швидкість вітру, м/с          | 1.90             | 2.10             | 2.50             | 2.40             | 2.20             | 2.00             | 2.00             | 1.80             | 1.80             | 1.81             | 1.90             | 1.90             |                  |
| Середньомісячна сонячна радіація, кДж/м²·день | 4054             | 6854             | 10582            | 14971            | 19187            | 21264            | 21931            | 19242            | 14145            | 8765             | 4532             | 3303             |                  |
| --------------------------------------------- | ---------------- | ---------------- | ---------------- | ---------------- | ---------------- | ---------------- | ---------------- | ---------------- | ---------------- | ---------------- | ---------------- | ---------------- | ---------------- |
| Джерело:                                      |                  |                  |                  |                  |                  |                  |                  |                  |                  |                  |                  |                  |                  |